# Kongens Kommissær
Kongens kommissær (Commissaris van de Koning) er et nederlandsk embede i hver af landets 12 provinser. Kommissæren er formand for styret (College van Gedeputeerde Staten) i en provins og dermed provinsen og styrets ansigt udadtil. Ved siden af dette er han ordfører under de (månedlige) møder i provinsrådet (Provinciale Staten). Kommissæren er kongerigets repræsentant i provinsen og behøver dermed ikke at stå bag provinsens politiske mål.
Hver provins styres af et provinsråd. Rådsmedlemmerne vælges hvert fjerde år. Rådene har ansvar for at udforme provinsernes politik og se til at den iværksættes. Hvert rådsmedlem har én stemme og vedtag fattes ved flertalsafgørelse blandt de tilstedeværende medlemmer. Rådsmedlemmene har som regel normale job og påtager sig opgaverne i rådet i fritiden. De modtager godtgørelse for fremmøde.
Kongens kommissær vælges ikke af provinsens indbyggere, men beskikkes af Kronen (kongen og ministrene). Kongens kommissær udnævnes for seks år, som kan forlænges med seks nye år. Kongens kommissær kan indenfor denne tidsramme kun afskediges af Kronen. Når embedet bliver ledigt giver provinsrådet en profil til indenrigsministeren for hvad slags kandidat det ønsker til stillingen. Selv om alle kongens kommissærer er fremstående medlemmer af et af de store nationale partier, forventes de at optræde politisk uafhængigt i udøvelsen af embedet som kongens kommissær.
Kongens kommissærer har en rolle i administrationen af provinserne og er centralstatens repræsentanter i provinserne. De koordinerer provinsens beredskabsarbejde og besøger jævnligt kommunerne i provinsen. De har også en vigtig rolle i udnævnelsen af kommunale borgmestre. Når et borgmesterembede bliver ledigt vil kongens kommissær rådspørge kommunestyret om sit syn på en efterfølger, og derefter anbefale en kandidat til indenrigsministeren.
Fordi kongens kommissær både er formand og fuldværdigt medlem af provinsregeringen, kan nogen af regeringsopgaverne blive lagt i kommissærens portefølje. Kongens kommissær fører også tilsyn med den offentlige forvaltning og kommunale tjenester, og repræsenterer provinsen i forholdet til erhvervslivet.

## Guvernør
I Limburg kaldes Kongens kommissær også "guvernør". Dermed er provinshuset i Maastricht også kendt som Gouvernementet. 

Til og med det 19. århundrede var Kongens kommissær i Noord Brabant også kendt som guvernør. 

I Belgien er Guvernøren den højeste ansvarlige for en provins.

## Nuværende kommissærer
- Drenthe: Jetta Klijnsma (Partij van de Arbeid (PvdA))
- Flevoland: Leen Verbeek (Partij van de Arbeid (PvdA))
- Friesland: Arno Brok (Volkspartij voor Vrijheid en Democratie (VVD))
- Gelderland: John Berends (Christen-Democratisch Appèl (CDA))
- Groningen: René Paas (Christen-Democratisch Appèl (CDA))
- Limburg: Theo Bovens (Christen-Democratisch Appèl (CDA))
- Noord-Brabant: Wim van de Donk (Christen-Democratisch Appèl (CDA))
- Noord-Holland: Arthur van Dijk (Volkspartij voor Vrijheid en Democratie (VVD))
- Overijssel: Andries Heidema (ChristenUnie (CU))
- Utrecht: Hans Oosters (Partij van de Arbeid (PvdA))
- Zeeland: 	Han Polman (Democraten 66 (D66))
- Zuid-Holland: Jaap Smit (Christen-Democratisch Appèl (CDA))